# 카스텔프란치
카스텔프란치(이탈리아어: Castelfranci)는 이탈리아 캄파니아주 아벨리노도의 코무네다.